# 34680 Anahumphrey
34680 Anahumphrey è un asteroide della fascia principale. Scoperto nel 2001, presenta un'orbita caratterizzata da un semiasse maggiore pari a 2,7597467 au e da un'eccentricità di 0,0362931, inclinata di 4,93854° rispetto all'eclittica.